# 康布雷主教座堂

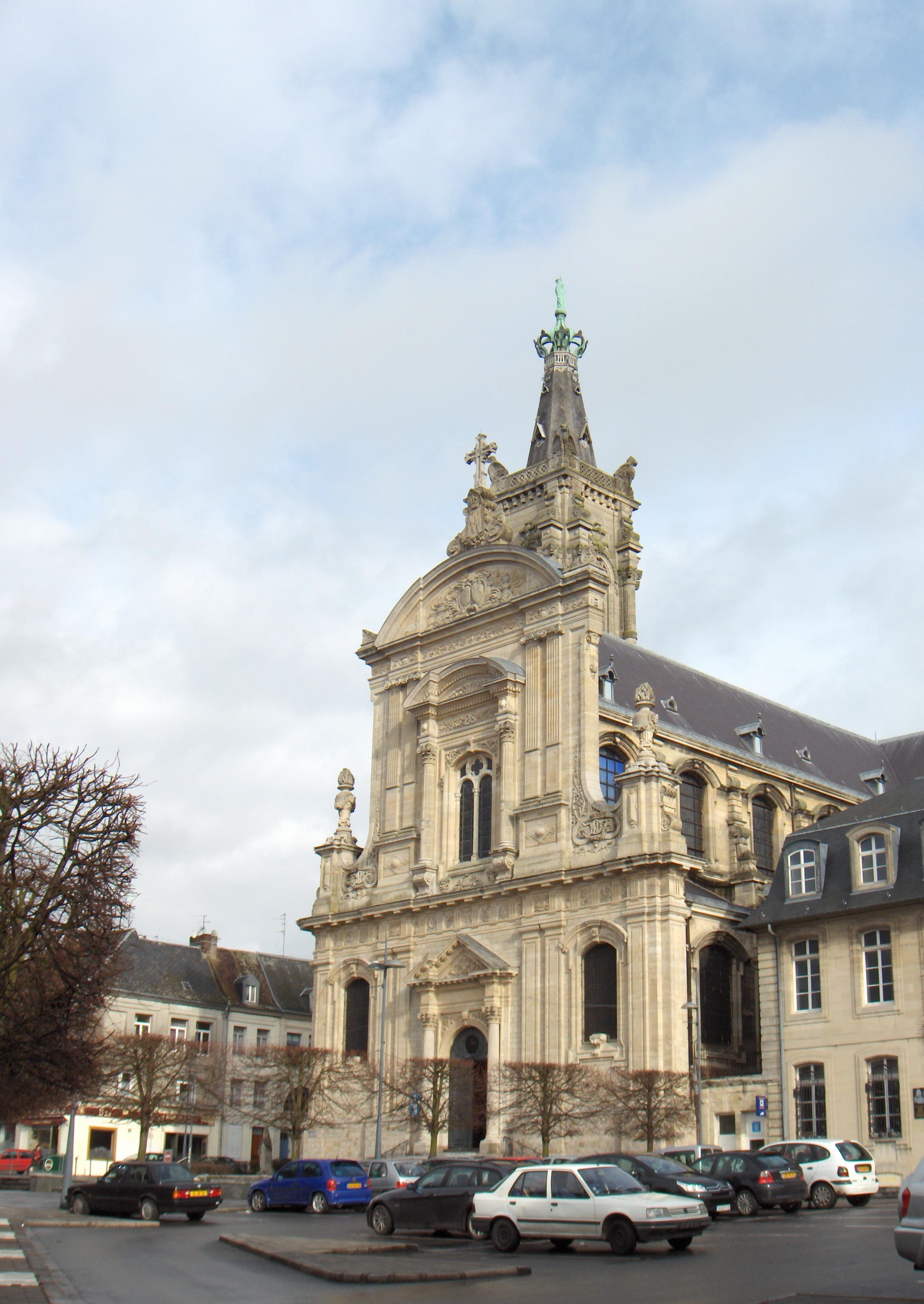
康布雷主教座堂

康布雷宠爱之母主教座堂（Cathédrale Notre-Dame de Grâce de Cambrai）是天主教康布雷总教区的主教座堂，位于法国北部康布雷，被列为法国国家古迹。
该堂建于1696-1703年，原为St-Sulpice修道院教堂。在法国大革命期间，旧主教座堂被毁，而修道院教堂因改为“理性圣殿”而得以幸存。1802年重建教区时由总教区降格为教区，主教座堂选择在幸存的修道院教堂。1841年康布雷教区重新恢复为总教区。
该堂在1859年火灾和第一次世界大战中曾严重受损。
堂内安葬了弗朗索瓦·芬乃伦总主教（1696-1715），一个小堂内有著名的意大利-拜占庭圣像“康布雷圣母”（1340），同一个小堂内还有希莱尔·贝洛克所立的纪念碑，纪念他在第一次世界大战末期被杀的儿子。